# Bracon quadratinotatus
Bracon quadratinotatus är en stekelart som beskrevs av Granger 1949. Bracon quadratinotatus ingår i släktet Bracon och familjen bracksteklar. Utöver nominatformen finns också underarten B. q. sesamiae.